# Edward Codrington
Pour les articles homonymes, voir Edward et Codrington.

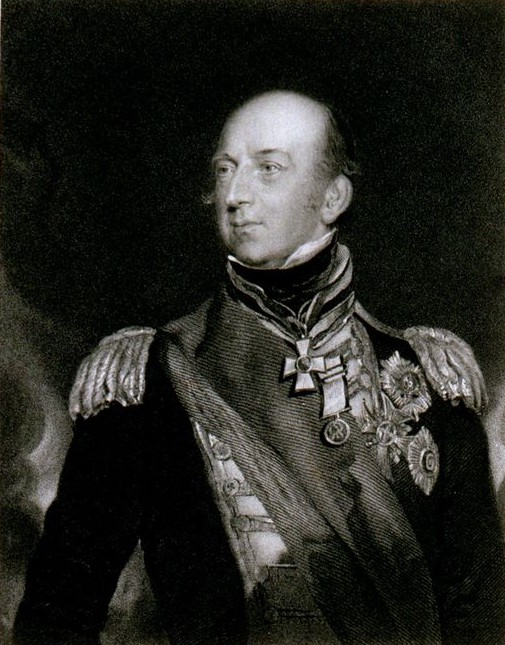
Portrait d'Edward Codrington par Thomas Lawrence

Edward Codrington, né le 27 avril 1770 et mort le 28 avril 1851, est un amiral britannique. Il commande la flotte britannique lors de la bataille de Navarin. Cette victoire lui est ensuite reprochée.

## Famille
Il appartenait à une riche famille depuis longtemps au service de la couronne britannique. Un de ses ancêtres, Christopher Codrington, fut gouverneur de la Barbade et fonda la bibliothèque d'All Souls College à Oxford.

## Début de carrière
Edward Codrington était lieutenant à bord du Queen Charlotte, le navire amiral de Richard Howe lors de la bataille du 13 prairial an II, au large d'Ouessant. Il reçut une médaille pour ses qualités d'artilleur. Il était capitaine de l’Orion lors de la bataille de Trafalgar. Il participa ensuite à diverses batailles au large de l'Espagne, des Provinces-Unies ou des États-Unis.
À l'issue de la bataille de Trafalgar, lorsque la Lloyd's offrit une épée à chaque capitaine de la flotte britannique et 10 £ aux officiers subalternes, Codrington refusa l'épée en arguant du fait que la somme dépensée aurait dû être répartie entre ses hommes d'équipage.
Edward Codrington est devenu membre de la Royal Society le 21 novembre 1822.

## Mission en Méditerranée orientale
En février 1827, Codrington est nommé Commandant en chef de la Mediterranean Fleet (flotte britannique de Méditerranée). Il prend la tête d'une flotte âgée et de qualité limitée : son navire amiral, le HMS Asia, un vaisseau de ligne de 84 canons n'avaient que deux ponts, contrairement aux navires-amiraux plus puissants, à trois ponts et à plus de cent canons. Sa flotte ne comptait que 23 navires en janvier 1827 et 26 en novembre de la même année.
Lorsqu'il rejoignit son poste, en février 1826, Edward Codrington hérita des ordres de son prédécesseur Harry Burrard-Neale : protéger les sujets britanniques et la République des Îles Ioniennes sous protectorat britannique. Il devait aussi demander à Ibrahim Pacha de renoncer à son projet de « barbarisation » de la Morée et en cas de refus, en informer le souverain britannique. Ce projet de « barbarisation » était une rumeur insistante, principalement propagée par Dorothea von Benckendorff, l'épouse de l'ambassadeur de Russie à Londres, le prince de Lieven. Cette rumeur aurait été une manœuvre diplomatico-politique afin d'accroître le philhellénisme en Europe. Ibrahim Pacha était accusé de vouloir intégralement réduire en esclavage la population grecque du Péloponnèse et de la déporter vers ses terres égyptiennes pour la remplacer par des musulmans nord-africains. Si Ibrahim Pacha insista toujours sur le fait que cette rumeur était fausse, elle se perpétua cependant très longtemps, après la bataille de Navarin même,.

### Navarin
Le 6 juillet 1827, La France, la Grande-Bretagne et la Russie signèrent le « traité de Londres pour la pacification de la Grèce ». Il s'agissait pour ces puissances d'offrir leur médiation aux Grecs et Ottomans qui s'affrontaient depuis 1821 dans la guerre d'indépendance grecque. Le texte prévoyait qu'en cas de refus de l'Empire ottoman, les puissances reconnaîtraient de fait la Grèce en y envoyant des consuls et qu'elles s'interposeraient entre les belligérants.
Stationné à Malte, Codrington embarqua sur le HMS Asia le 19 juin 1828 pour effectuer une tournée en Méditerranée orientale. Il se rendit d'abord à Corfou où il rencontra le Haut-Commissaire de la République des Îles Ioniennes, Frederick Adam. Il parcourut ensuite les autres îles Ioniennes puis les Cyclades. Il intervint le 19 juillet à Nauplie pour séparer des factions grecques rivales qui s'affrontaient. Là, il apprit la signature du traité de Londres. Il partit pour Smyrne afin d'en savoir plus. Il y arriva le 24 juillet. Il y rencontra son homologue français Henri de Rigny. Les deux amiraux reçurent les instructions de leur gouvernement respectif concernant l'application du traité de Londres le 7 août, à Smyrne. Ils devaient « prendre les mesures les plus efficaces et les plus expéditives pour mettre fin aux hostilités et aux effusions de sang », « utiliser tous les moyens […] pour obtenir un armistice immédiat » et organiser des escadres chargées d'empêcher tout renfort turc ou égyptien d'atteindre la Grèce, la violence ne devant être que le dernier recours si les Ottomans persistaient à vouloir forcer le blocus. Pour tous les cas non prévus dans les instructions, les amiraux avaient toute latitude pour agir. Afin d'en savoir plus, Codrington demanda des précisions à Stratford Canning, l'ambassadeur britannique à Constantinople. La réponse fut très claire : même si les puissances désiraient éviter la guerre, le blocus devait, en ultime recours, être imposé à coup de canon.
Codrington unit ses forces à celles des amiraux français et russe pour mettre un terme aux cruautés exercées par Ibrahim Pacha en Morée contre les Grecs, força de concert avec eux le port de Navarin et anéantit en trois heures la flotte ottomane qui en disputait l'entrée.

### Conséquences de Navarin
Le duc de Clarence (futur Guillaume IV) prit sur lui de promouvoir Codrington Grand-croix de l'ordre du Bain. Cependant, le Roi Georges IV, dans son discours du trône de 1828 qualifia l'événement de « untoward » (fâcheux). Les gouvernements tory de Goderich et Wellington considéraient comme une erreur d'avoir détruit la flotte d'un État avec lequel le Royaume-Uni n'était pas en guerre, pour une cause, l'indépendance grecque, qui n'en valait pas la peine. Codrington fut rapidement mis en accusation pour avoir outrepassé ses ordres. Le roi aurait dit : « Je lui ai envoyé un ruban [de l'ordre du Bain], alors qu'il méritait la corde ». Il lui fut ensuite reproché de n'avoir pas fait assez. Une rumeur voulait que les derniers navires d'Ibrahim Pacha qui avait quitté Navarin en décembre 1827 avaient emporté 600 esclaves grecs qui devaient être vendus sur les marchés d'Alexandrie. Or, Codrington n'avait pas d'ordre pour intercepter les navires allant de Grèce en Égypte. Il fut relevé de ses fonctions le 21 juin 1828. Il ne rentra en faveur qu'à l'avènement de Guillaume IV du Royaume-Uni.
Après Navarin, il refusa une pension que lui accordait Wellington et se querella avec le Duc de Clarence (futur Guillaume IV) au sujet des dépenses liées à sa promotion dans l'ordre du Bain. À chaque fois, ce fut parce que ses hommes n'avaient, de son point de vue, pas suffisamment été récompensés de leurs efforts lors de la bataille.

## Carrière ultérieure
Il fut élu Membre du Parlement pour Devonport en 1831. Il suscita un débat sur la bataille de Navarin en 1834. Il obtint ainsi enfin les compensations qu'il désirait pour ses marins : le Parlement leur accorda 60 000 £. Il lui fut offert un saladier en argent représentant son vaisseau amiral, le HMS Asia.
En 1837, il est promu Admiral of the Red (Amiral de l'escadre rouge) et Commander-in-Chief, Portsmouth de 1839 à 1842.

### Sources et bibliographie
- (en) David Brewer, The Greek War of Independence. The Struggle for Freedom from Ottoman Oppression and the Birth of the Modern Greek Nation., The Overlook Press, New York, 2001.  (ISBN 1585673951)
- (en) Steven Schwartzberg, « The Lion and the Phoenix - II », Middle Eastern Studies, vol. 24, no 3 (Juillet 1988), p. 287-311.
- (en) C. M. Woodhouse, The Battle of Navarino, Hodder and Stoughton, 1965